# لورين دريسكول
لورين دريسكول (بالإنجليزية: Loren Driscoll)‏ هو مغني ومغني أوبرا أمريكي، ولد في 14 أبريل 1928، وتوفي في 8 أبريل 2008.

## وصلات خارجية
- لورين دريسكول على موقع IMDb (الإنجليزية)
- لورين دريسكول على موقع ميوزك برينز (الإنجليزية)
- لورين دريسكول على موقع قاعدة بيانات برودواي على الإنترنت (الإنجليزية)
- لورين دريسكول على موقع أول ميوزيك (الإنجليزية)
- لورين دريسكول على موقع ديسكوغز (الإنجليزية)